# Tarma
Tarma é uma cidade peruana, capital da província de Tarma no  departamento de Junín.